# ムスタファ2世
ムスタファ2世（Mustafa II, 1664年2月6日 - 1703年12月28日）はオスマン帝国の第22代皇帝（在位：1695年 - 1703年）。メフメト4世の息子でアフメト3世の兄。マフムト1世、オスマン3世の父。

## 生涯

### 即位前
ムスタファ2世は1664年にメフメト4世とギュルヌシュ・スルタンとの間に生まれた。1675年には弟のアフメトと共に割礼を受ける。この時に祭りも行われており、20日も祭りは続いた。ムスタファは父や母らとエディルネで過ごして、幼少期からイスラム教厳格主義のカドゥザーデ派の指導者であるヴァーニーと、ヴァーニーの娘婿であるフェイッズラー・エフェンディらによる教育をアフメトと共に受けていた。父の退位後はカフェスに幽閉される。

### 即位後
1695年に死んだ叔父のアフメト2世の後を継いで即位した。当時大トルコ戦争でオスマン帝国へのオーストリアの進出を阻止する必要があった。まずムスタファは当時失脚していた自身の師事であるフェイッズラー・エフェンディを中央に戻した。また、和平の方針を転換してアラーがムスタファ2世のことをカリフに任じたといって、聖戦を宣言した。一説には聖戦を宣言したのはカドゥザーデ派の影響とも言われている。ムスタファはバルカン半島南部に迫り来る神聖同盟軍を食い止めるため、大宰相にエレマス・メフメト・パシャを任命して、1695年6月にエディルネを出て、9月にルゴスの戦いで勝利し、戦果を挙げた。1696年に再び親征しに行きウラシュの戦いとジェネイの戦いで勝利しティミショワーラを占領した。さらにハンガリーの再征服に乗り出すべく1697年にも親征をした。しかし、プリンツ・オイゲンにゼンタの戦いで大敗北を喫し、大宰相のエレマス・メフメト・パシャは戦死した。さらにアゾフはロシアに占領され、勝利への道が閉ざされたため、和平の道へと進むことになった。1699年のカルロヴィッツ条約によりオーストリアにハンガリーとトランシルヴァニアを、ヴェネツィアにモレアを、ポーランドにポドリアを割譲した。また、1700年にロシアともコンスタンティノープル条約を締結、1696年にピョートル1世が奪った黒海沿岸のアゾフを譲っている。

### エディルネ事件
1697年から大宰相に就任してカルロヴィッツ条約に調印したキョプリュリュ家出身のキョプリュリュ・ヒュセイン・パシャが戦後構造改革に乗り出した。ムスタファは17世紀以降飾りものであったスルタンの地位を改めようとし、ティマール制、オスマン帝国の騎兵、そして世襲されたイェニチェリを改革しようとした。しかし、ムスタファ2世の側近でイスラーム長老（シェイヒュルイスラーム）のフェイズッラー・エフェンディとウラマーら保守派の反発に遭い1702年に辞任、1703年に首都イスタンブールからエディルネに移り住むとフェイズッラー中心の側近政治に反感を抱いたイェニチェリと商工業者らの間で不満が高まった。1703年、オスマン帝国はグルジアへ遠征する。当初は優勢だったが、グルジアに派遣される予定だった200名の騎士らが給料の未払いを理由にグルジア遠征を拒否して、イスタンブールを出てエディルネでムスタファへと上奏、これにムスタファ2世に不満なイェニチェリ、高官、ウラマー、商人や職人らも加わり、 6万人もの大集団となり、フェイズッラーの罷免を求めた。さらにはエディルネの守備兵までもがそれに同調してしまったため、フェイッズラーは罷免され、その後殺害されムスタファ2世は退位、弟のアフメト3世に帝位を譲り幽閉され、間もなく死去。